# Palaiochora
Palaiochora (em grego: Παλαιόχωρα ou Παλιόχωρα), também grafada Paleóchora, Paliochora, Paliohora e Paleohora, é uma aldeia  e estância turística da costa sudoeste da ilha de Creta, Grécia, que administrativamente integra a unidade municipal de Pelecános, o município de Cántanos-Sélino e a unidade regional de Chania. Em 2001 tinha 2 213 habitantes.
A aldeia situa-se numa península na costa do mar da Líbia. O turismo constitui a base da economia local. Os primeiros a "descobrir" o local foram hippies, nas décadas de 1960 e 1970 e Palaiochora foi um dos locais da chamada "Rota de Catmandu". Outra fonte importante de receitas é a produção hortícola (sobretudo tomate) em estufas e a produção de azeite.
A aldeia é servida por ferryboats, que a ligam com Sougia, Agia Ruméli, Loutro, Chóra Sfakíon e a ilha de Gavdos.
Durante a batalha de Creta, na Segunda Guerra Mundial, Palaiochora foi placo de combates entre as tropas alemãs do 95º batalhão de reconhecimento e o 8º regimento grego apoiado pela gendarmaria cretense.